# Енац
Енац (нем. Jenaz) — коммуна в Швейцарии, в кантоне Граубюнден. 
Входит в состав округа Преттигау-Давос. Население составляет 1124 человека (на 31 декабря 2006 года). Официальный код  —  3863.